# Харрис, Марта
Ма́рта Ха́ррис (англ. Martha Harris; родилась 19 августа 1994) — английская футболистка, защитник женской команды «Бирмингем Сити».

## Клубная карьера
Харрис начала футбольную карьер в клубе «Линкольн Лейдис» (впоследствии переименованном в «Ноттс Каунти). 13 мая 2012 года дебютировала в основном составе «Линкольн Лейдис» в матче Кубка Женской суперлиги против «Арсенала», отметившись забитым мячом. 26 августа дебютировала в Женской суперлиге, выйдя на замену в игре против «Ливерпуля».
В декабре 2013 года Харрис перешла в «Ливерпуль», бывшего действующим чемпионом Женской суперлиги, подписав двухлетний контракт. В апреле 2014 года стала первой в истории обладательницей приза «Молодой игрок года среди женщин по версии ПФА». В первом сезоне после перехода Харрис в «Ливерпуль» «красные» защитили чемпионский титул Женской суперлиги. Также Харрис сыграла в матчах женской Лиги чемпионов УЕФА.
В ноябре 2015 Харрис вместе с Кейти Зелем подписали с «Ливерпулем» новые контракты. 12 мая 2016 Марта Харрис была признана «Игроком сезона» в женской команде «Ливерпуля» (Liverpool Ladies Player of the Season).
13 июля 2018 года Харрис стала игроком женской команды «Манчестер Юнайтед» перед её первым сезоном в профессиональном футболе. 9 сентября дебютировала за «Манчестер Юнайтед» в матче Женского чемпионшипа против «Астон Виллы». 28 апреля 2019 года забила свой первый гол за «Юнайтед», реализовав пенальти в игре против «Миллуолл Лайонессис». Всего в сезоне 2018/19 провела 15 матчей в Чемпионшипе и помогла команде выиграть этот турнир, обеспечив выход в Женскую суперлигу, высший дивизион в системе женских футбольных лиг Англии.

## Карьера в сборной
В 2013 году Харрис сыграла за сборную Англии до 19 лет на чемпионате Европы среди девушек до 19 лет, который прошёл в Уэльсе. Англичанке заняли на турнире второе место.
В августе 2014 года в составе сборной Англии до 20 лет сыграла на чемпионате мира среди девушек до 20 лет, который прошёл в Канаде. Она забила в первом матче сборной на турнире в ворота Южной Кореи.
Впоследствии сыграла за сборную Англии до 23 лет.

## Личная жизнь
Харрис выросла Скотерне, Линкольншир, в «футбольной» семье, связанной с клубами «Линкольн Сити» или «Линкольн Лейдис». Отец Марты, Глен Харрис, был главным тренером женских футбольных клубов «Ликольн Лейдис» и «Донкастер Роверс Беллс», а в 2018 году вошёл в тренерский штаб женской команды «Манчестер Юнайтед», став ассистентом главного тренера. Старшая сестра Марты, Меган, была капитаном «Линкольн Лейдис» вплоть до завершения футбольной карьеры в 2014 году, когда она забеременела близнецами. Меган состоит в браке с футболисткой Кейси Стоуни. Младший брат Марты, Лиам, выступал за молодёжную команду «Линкольн Сити», а её сестра-близнец, Эмили, ранее играла с Мартой за резервную команду «Линкольн Лейдис».

## Достижения

### Командные достижения
Ливерпуль
- Чемпион Женской суперлиги: 2014

Манчестер Юнайтед
- Победитель Женского чемпионшипа: 2018/19[18]

### Личные достижения
- Член команды года по версии ПФА: 2013/14[19]
- Молодой игрок года среди женщин по версии ПФА: 2014[4]
- Лучший игрок сезона в женской команде «Ливерпуля»: 2016[7]